# Alcútar
Alcútar es una localidad dentro del municipio de Bérchules, situada en la parte central de la Alpujarra Granadina (provincia de Granada), en el sur de España. Cerca de esta localidad se encuentran los núcleos de Narila, Cádiar, Juviles, Golco, Mecina Bombarón y Yátor.

## Historia
El topónimo Alcútar procede del término árabe "Ayna al-kawzar", cuya traducción sería «Fuente del Paraíso». Con los años también se ha conocido como "Alcota" "Alcunça" y "Alcuza". Como curiosidad la th aspirada (con sonido z suave) del término original queda reflejada en el gentilicio, ya que se llaman Alcuceros.

## Cultura

### Fiestas
Alcútar celebra sus fiestas patronales el segundo fin de semana de agosto en honor al Santo Cristo de la Misericordia.